# Live in Geneva
Live in Geneva – siódmy album koncertowy Wishbone Ash.

## Lista utworów
Album zawiera utwory:
1. The King Will Come 7:53
2. Strange Affair 6:18
3. Throw Down the Sword 6:15
4. In the Skin 6:11
5. Hard Times 5:04
6. Blowin' Free 8:32
7. Keeper of the Light 8:44
8. Medley: Blind Eye, Lady Whiskey, Jail Bait, Phoenix, The Pilgrim 8:44
9. Runaway 3:44
10. Sometime World 6:37
11. Vas Dis 5:55

## Twórcy
Twórcami albumu są:
- Tony Kishman – wokal, gitara basowa
- Andy Powell – wokal, gitara
- Roger Filgate – gitara
- Mike Sturgis – perkusja